# BRL-54443
BRL-54443 es un fármaco que actúa como agonista selectivo de los subtipos de receptores de serotonina 5-HT1E y 5-HT1F.